# Melampus adamsianus
Melampus adamsianus är en snäckart som beskrevs av Ludwig Pfeiffer 1855. Melampus adamsianus ingår i släktet Melampus och familjen dvärgsnäckor. Inga underarter finns listade i Catalogue of Life.